# Rosłonki (Ostrówiec)
Rosłonki – część wsi Ostrówiec położona w gminie Karczew, powiecie otwockim, województwie mazowieckim}.
Rosłonki powstały na początku XVIII wieku. Żyli tam założyciele wielu znanych rodów gminy Karczew, m.in. Józef Fijka (1721 - 1811), Maciej Chmiel (1770 - 1811), Tomasz Pałyska (1752 - 1827) i Jan Sadowski (1792 - 1865).
W początkowym okresie istnienia Rosłonki liczyły cztery domy, w 1886 roku żyło tam 5 gospodarzy, posiadających łącznie 91 mórg ziemi. Wskutek wylewów Wisły osada przesuwała się na tereny położone wyżej. W latach 30. XX wieku połączył się z Ostrówcem.

## Literatura
- "Karczew. Dzieje miasta i okolic", praca zbiorowa pod redakcją Leszka Podhorodeckiego, str. 259, Karczew 1998, wydano nakładem Rady Miejskiej w Karczewie, ISBN 83-909195-0-8.